# Дизентерія
Дизентері́я (грец. δυσεντερία, від грец. δυσ/диз — приставка, яка означає скруту, порушення, та грец. εντερία/ентерон або ентерія — кишка, травлення; застаріле діал. черві́нка )— синдром гострого ураження людини з переважним запальним ушкодженням дистального відділу товстої кишки з типовими проявами коліту та обов'язковою появою крові у випорожненнях. Інші клінічні прояви при дизентерії — гарячка, біль у животі, тенезми, однак вони не є обов'язковими.
Спричинити синдром дизентерії можуть бактерії, найпростіші, гельмінти, віруси. Термін «дизентерія» має на сьогодні більш історичне значення, його нечасто вживають у сучасній медичній літературі. Ця назва не відображає етіологічний чинник ураження, тому що «кривавий пронос» є симптомом як, найчастіше, шигельозу, так і амебіазу, балантидіазу, кампілобактеріозу, деяких клінічних форм сальмонельозу, ешерихіозу тощо. Травлення при цьому суттєво не порушується. Центри з контролю та профілактики захворювань у США (CDC) визначають цей стан як «діарею з видимою кров'ю» («криваву діарею»), Всесвітня організація охорони здоров'я (ВООЗ) теж переважно користується терміном «гостра кривава діарея» (англ. acute bloody diarrhoea).
Кожен конкретний патоген у ситуації «дизентерії» має свій власний механізм патогенезу, але в цілому результат пошкодження слизової оболонки кишки є однаково таким, що призводить до запальної імунної реакції. Це може призвести до підвищення температури тіла, болючих спазмів м'язів кишки, надлишкового потрапляння води з кровоносних капілярів кишки у його просвіт, а надалі, пошкодження тканин імунними клітинами організму і ендотоксинами, цитокінами. Результатом є порушення всмоктування поживних речовин, втрати води і корисних речовин через діарею, а у тяжких випадках, проникнення патогенних організмів у кров.
В історичному плані, до появи в XIX столітті можливості проводити лабораторну ідентифікацію збудників, усі ці хвороби об'єднували у одне поняття «дизентерія», тому встановити чітку нозологічну характеристику того чи іншого епідемічного спалаху або причину смерті видатної особистості в той період нині не вважається можливим. До XIX століття було відомо тільки те, що існує «дизентерія південних країн» (амебіаз), для якої на ранніх етапах характерний поступовий початок за відсутності гарячки.